# Effektsteg
Effektsteg är en samlingsbenämning inom ljudteknik för den del av ett förstärkarsystem som producerar effekten vilken mäts i watt. I ett effektsteg är det meningen att signalen endast skall få en effektökning eller signalförstärkning. Därför kan ett effektsteg även benämnas slutsteg. Men orden effektsteg och effektförstärkare kan sammanblandas med effekt i form av ljud- och ljuseffekter vilket är något helt annat. Här är det fråga om energiförvandling, inte förvandling.
Effektsteg finns i alla typer av förstärkare, det är sista steget innan lasten. Inom ljudsektorn talar vi om klass A, klass AB och klass B förstärkare.